# 五島文雄
五島 文雄（ごとう ふみお、1952年4月 - ）は、日本の政治学者（国際関係論・地域研究・政治学）。学位は国際学修士（東京外国語大学・1982年）。静岡県立大学国際関係学部教授・大学院国際関係学研究科教授。
大阪外国語大学外国語学部教授などを歴任した。

## 人物
1978年東京外国語大学外国語学部ベトナム語学科卒業、1982年同大学院地域研究研究科アジア太平洋地域コース修了、国際学修士の学位を取得。
大阪外国語大学外国語学部タイ・ベトナム語学科にて助手、講師、助教授を歴任、この間、駐ベトナム日本国大使館専門調査員、京都大学東南アジア研究センター客員助教授を務めた。2002年より大阪外国語大学教授。2007年に静岡県立大学に移り、現職。

## 略歴
- 1978年 東京外国語大学外国語学部卒業
- 1982年 東京外国語大学大学院地域研究研究科修了。
- 1982年 大阪外国語大学外国語学部助手。
- 1986年 大阪外国語大学外国語学部講師。
- 1987年 駐ベトナム日本国大使館専門調査員（-1988年）
- 1990年 大阪外国語大学外国語学部助教授。
- 1993年 京都大学東南アジア研究センター客員助教授。
- 2002年 大阪外国語大学外国語学部教授
- 2007年 静岡県立大学国際関係学部教授

## 著作

### 共編著
- （竹内郁雄）『社会主義ベトナムとドイモイ』（アジア経済研究所、1994年、ISBN 4258044466）
- （石田暁恵）『国際経済参入期のベトナム』（アジア経済研究所、2004年、ISBN 4258045403）